# Monpti
Monpti is een West-Duitse romantische komedie-dramafilm in Agfacolor uit 1957 onder regie van Helmut Käutner. De film is gebaseerd op het gelijknamige boek van Gábor von Vaszary.
De film speelt af in Parijs en werd gedeeltelijk aldaar op locatie genomen, alsmede in filmstudio's te München.

## Verhaal
Een jonge Hongaarse student (Buchholz) en een 17-jarig Frans meisje, Anne-Claire (Schneider), ontmoeten elkaar in een park in Parijs. Ze noemt hem "Monpti" (mon p'tit, "mijn kleintje"). Ze worden verliefd. Anne-Claire beweert uit een rijke familie te komen, maar Monpti komt erachter dat ze eigenlijk uit arme omstandigheden komt. Hij voelt zich bedrogen en laat haar na een confrontatie op straat achter. Ze probeert hem te achtervolgen, maar wordt plotseling aangereden door een andere auto. In het ziekenhuis belooft Monpti dat hij met haar zal trouwen, maar Anne-Claire sterft even later aan haar verwondingen.
Tegelijkertijd wordt het verhaal verteld van een tweede stel, wiens relatie in schril contrast staat met het hoofdverhaal.

## Rolverdeling
| Acteur           | Personage           |
| ---------------- | ------------------- |
| Romy Schneider   | Anne-Claire Jouvain |
| Horst Buchholz   | Monpti              |
| Mara Lane        | Nadine              |
| Boy Gobert       | Monpti              |
| Olive Moorefield | Zaza                |
| Bum Krüger       | man van No. 17      |
| Iska Geri        | vrouw van No. 17    |
| Bobby Todd       | Fliegenäugiger      |
| Joseph Offenbach | redacteur           |
| Helmut Käutner   | verteller           |

## Ontvangst
Recensent van De Waarheid schreef: "Helmut Käutner heeft het goed verteld, niet tesentimenteel, niet te erotisch, al komen er heel wat gewaagde situaties voor, en evenmin al te rozig. [..] De prille zuiverheid van hun liefde heeft hij een bijzondere warmte gegeven door een prachtig gevonden contrast.
Criticus van De Telegraaf schreef dat "Käutner er iets heel bijzonder van [heeft] gemaakt en Romy Schneider laat zien, dat zij ook een ondeugend meisje op het doek kan uitbeelden. Zij heeft als tegenspeler de nieuwe jeune premier Horst Buchholz, die gezien zijn opvallende capaciteiten meer van zicj zal doen spreken en schrijven."
Anthony Bosman schreef voor het Algemeen Dagblad: "Voor Romy Schneider is de rol van Anne-Claire wel haar meest geslaagde vertolking. Onder de regie van Käutner wist zij de charme van haar zo ontwapenend jong zijn inhoud te geven en zij draagt er in belangrijke mate aan bij, dat men de Duitse Anne-Claire aanvaardt. Horst Buchholz, de nieuwe ster van de Duitse film, speelt Monpti veroverend."
Alfred Kossmann schreef voor Het Vrije Volk: "Romy Schneider is schattiger dan ooit en acteert verdienstelijk. Horst Buchholz is een moeilijke en aardige jongen, Helmet Käutner is een voortreffelijke regisseur. In zijn film zijn vele knappe vondsten verwerkt. Die moeten ons verzoenen met al te veel sentimentele, zoetige vriendelijkheid."